# Obras cumbres (álbum de Divididos)
Obras cumbres es el sexto álbum recopilatorio sacado a la venta por la banda de rock argentina Divididos. El disco es un compilado que recorre desde 40 dibujos ahí en el piso, con canciones como "Camarón Bombay" y "La mosca porteña", hasta Vengo del placard de otro, con canciones como "Cajita musical" y "Gaunuqueando".

## Lista de canciones
Todas las canciones compuestas por Divididos, excepto las señaladas.

| N.º | Título                                                                       | Álbum                     | Duración |  |
| 1.  | «Camarón Bombay»                                                             | 40 Dibujos Ahí En El Piso | 1:10     |  |
| 2.  | «Che, ¿Qué Esperás?»                                                         | 40 Dibujos Ahí En El Piso | 4:04     |  |
| 3.  | «La Mosca Porteña»                                                           | 40 Dibujos Ahí En El Piso | 4:31     |  |
| 4.  | «Haciendo Cosas Raras»                                                       | 40 Dibujos Ahí En El Piso | 3:07     |  |
| 5.  | «Gárgara Larga»                                                              | 40 Dibujos Ahí En El Piso | 4:26     |  |
| 6.  | «Un Montón De Huesos»                                                        | 40 Dibujos Ahí En El Piso | 4:38     |  |
| 7.  | «Light My Fire» (The Doors cover)                                            | 40 Dibujos Ahí En El Piso | 3:48     |  |
| 8.  | «Alma De Budín»                                                              | Gol De Mujer              | 2:56     |  |
| 9.  | «Nene De Antes»                                                              | Gol De Mujer              | 4:10     |  |
| 10. | «Luca»                                                                       | Gol De Mujer              | 4:00     |  |
| 11. | «Sobrio A Las Piñas/Quien Se Tomó Todo El Vino?» (La Mona Jiménez cover)     | Gol De Mujer              | 4:28     |  |
| 12. | «Gol De Mujer»                                                               | Gol De Mujer              | 4:32     |  |
| 13. | «Vientito Del Tucumán» (inspirado en un poema inédito de Atahualpa Yupanqui) | Gol De Mujer              | 3:19     |  |
| 14. | «El Fantasio»                                                                | Gol De Mujer              | 5:51     |  |
| 15. | «Salgan Al Sol» (Billy Bond y La Pesada del Rock and Roll cover)             | Gol De Mujer              | 1:46     |  |
| 16. | «Casi Estatua»                                                               | Narigón Del Siglo         | 3:42     |  |
| 17. | «Par Mil»                                                                    | Narigón Del Siglo         | 3:19     |  |
| 18. | «Tanto Anteojo»                                                              | Narigón Del Siglo         | 3:05     |  |
| 19. | «Spaghetti Del Rock»                                                         | Narigón Del Siglo         | 3:33     |  |
| 20. | «Elefantes En Europa»                                                        | Narigón Del Siglo         | 3:25     |  |
| 21. | «Vida De Topo»                                                               | Narigón Del Siglo         | 5:03     |  |
| 22. | «La Ñapi De Mamá»                                                            | Narigón Del Siglo         | 5:22     |  |
| 23. | «Como Un Cuento»                                                             | Narigón Del Siglo         | 4:46     |  |
| 24. | «Cajita Musical»                                                             | Vengo Del Placard De Otro | 5:29     |  |
| 25. | «Ay, Que Dios Boludo»                                                        | Vengo Del Placard De Otro | 4:24     |  |
| 26. | «Pepe Lui»                                                                   | Vengo Del Placard De Otro | 4:08     |  |
| 27. | «Despiértate Nena» (Pescado Rabioso cover)                                   | Vengo Del Placard De Otro | 5:40     |  |
| 28. | «Vengo Del Placard De Otro»                                                  | Vengo Del Placard De Otro | 2:50     |  |
| 29. | «Un Alegre En Este Infierno»                                                 | Vengo Del Placard De Otro | 5:28     |  |
| 30. | «Libre El Jabalí»                                                            | Vengo Del Placard De Otro | 2:43     |  |
| 31. | «Guanuqueando (en vivo)» (Graciela Volodarski & Ricardo Vilca cover)         | Vengo Del Placard De Otro | 8:33     |  |